# Romerrigets undergang
 Denne artikel bør gennemlæses af en person med fagkendskab for at sikre den faglige korrekthed.
    
Artiklen er fra den tyske i denne version og må gerne gås efter for tunge sætningskonstruktioner

Mange oldtidsforskere diskuterer Romerrigets undergang og især grundene til det vestromerske riges fald 476 e.Kr.
Skyldes det indre faktorer som "dekadence", religiøse og sociale ombrydninger eller tryk fra germanere, hunner, persere? Og hvorfor overlevede Østrom det vestromerske kejserriges sammenbrud?

## Ældre forskning
Imperium Romanums "forfald og undergang" under senantikken lå fast blot var årsagerne omstridte. Især slog Edward Gibbon tonen an. I sit værk The History of the Decline and Fall of the Roman Empire postulerede han i 18. århundrede, at Rom ikke var gået under pga. indre strukturelle svagheder. Det endelige sammenbrud skyldtes trykket fra en ydre fjende på et svækket imperium.
Han lagde skylden på kristendommen, som havde svækket det gamle romerske rige. Han tilsluttede sig Montesquieus dekadenceteori og Voltaires ideer om kirken.
Endnu i 19. og begyndelsen af 20. århundrede gav man kristendommen og det ydre tryk fra germanerne skylden for Roms fald. Otto Seeck anså senantikken for en ren forfaldstid, mens Henri Pirenne anførte den islamiske ekspansion som årsag til sammenbruddet (se Den islamiske ekspansion og Pirenne-tesen).
Forfalds- eller dekadencetankegangen påvirkede længe forskningen. Tanken om, at store riger gennemlevede en cyklus af opstigning, blomstring og forfald, blev formuleret i antikken af Herodot og Xenofon. Sallust tænkte på den romerske republik.
Oswald Spengler tænker sig et cyklisk forløb som grundprincip i verdenshistorien. Efter et storriges opståen fulgte en nedgang (Der Untergang des Abendlandes). Mens Arnold J. Toynbee ser et svigt i moralen og tilfældigheder.

## Nyere forskning
I dag ses senantikken mellem ca. 300 og 600 tydet langt mere differentieret end hos Otto Seeck. "Dekadenceteorien" er forældet, fordi mange forskere lægger vægt på periodens vitalitet, hvor vægten har forskudt sig på det kulturelle område. Den nye vurdering hænger også sammen med, at man har ønsket en mere neutral bedømmelse af perioden efter.

Ved senantikkens slutning ca. 550 var der tilbagegang i dannelsen. Det er mere produktivt at tale om en "transformation" end om forfald og undergang. Denne "forvandling" bliver angrebet af forskere som Bryan Wardkins. De henviser til arkæologiske fund og taler igen om en nedgang, der skulle have ramt Vestrom i 5. århundrede og Østrom i det tidlige 7. århundrede. Heller ikke disse forskere anser imidlertid fremkomsten af indre forfald for årsagen til denne udvikling, men trykket fra en ydre fjende og økonomiske vanskeligheder.
Den økonomiske nedgang har vel kun begrænset gyldighed. Senantikken var en tid med ombrydninger og økonomisk vitalitet, især i øst, også selv om der vel i nogle regioner var en befolkningstilbagegang.
Selv efter den germanske invasion i 5. århundrede var økonomien gennemgående stærkt regionalt. Eksempler er dele af Gallien eller Nordafrika, anderledes så det dog ud i Britannien.
Bureaukrati dominat ("Dominatet" 284-395?) som Theodor Mommsen) anså for militærdiktatur og despoti i det senromerske rige. Bureaukratiseringen tog ganske vist til, også selv om det romerske rige i sammenligning med moderne samfund snarere var underadministreret. Dertil kom, at militæret ofte unddrog sig kejserens kontrol: lige som kirken og dele af aristokratiet, og hvad der var af større betydning; slaveriet aftog, og kolonat øgedes (bøndernes binding til jorden, et fæstebondesystem).
Mange mænd anvendte deres liv i kirkens tjeneste og gik således tabt for staten. Men den nye religion stabiliserede kejserdømmet. Det statslige bureaukrati kæmpede med korruption (og ordet betyder ligefrem forfald). Alle de forskere, der primært gør indre faktorer ansvarlige for rigets undergang, må grundlæggende stille sig det spørgsmål, hvordan den østlige del af imperiet til forskel fra den vestlige praktisk taget kom ubeskadiget gennem krisen i 5. og 6. århundrede og tillige overvandt den islamiske ekspansion.
Den romerske hær var ikke længere i stand til at beskytte grænserne i vest pga. ringe mandskabsstyrke - og rustningsfremskridt hos germanerne; en betydelig åreladning var slaget ved Adrianopel (378) og slaget ved Frigidus (394). I øst stod imperiet mod Sassaniderrigets hær. Stadig flere romerske borgere unddrog sig tjeneste i hæren, som nu især bestod af lejesoldater.
Østrom kunne stadig i 5. og 6. århundrede underholde en hær, der kunne klare sine opgaver. Men ikke i vesten efter 400, især fordi de indtrængende germanere slog sig ned der. Vandalerne erobrede i 430'erne den rigeste vestromerske provins Africa, mens dele af Hispania og Gallien i 460'erne og 70'erne faldt til goterne. Af disse grunde faldt skattegrundlaget voldsomt for Vestrom.
Ikke-romerske lejesoldater var billigere end en hjemmehær. Germanere, hunner og andre tjente i hæren, der blev stadig mere barbariseret. Dertil kom et stærkt tryk på grænsen. Det lykkedes ikke længere at kontrollere germanerne og tage dem med i rigsforbundet. Problemet med "upålidelige" barbarer optrådte ifølge kilderne desuden kun for foederati, altså for de germanere der var forbundsfæller, ikke for de germanere der var integreret i hæren. Germanerne overtog det vestromerske rige ved den middelalderens begyndelse snarere end de erobrede det.
Den i udstrakt grad manglende modstand mod germanerne kan ifølge flere forskere egentlig kun betyde to ting: Enten var de engang så krigeriske romere faldet hen i apati, eller de opfattede slet ikke barbarerne som farlige indtrængere.
Inkompetente børnekejsere: (Honorius, Valentinian III.). Flere generaler (magister militum) ville hellere gribe til våben mod den romerske regering end forsvare Rom. Trods alt: Majorian genvandt ind imellem initiativet. Vestroms magt var før 476 og 480 midlertidig kun en skygge af sig selv – den kejserlige centralregering i Ravenna blev til sidst undermineret af den germanske hærfører. Som en skillelinje lå mordet 454 på den vestromerske general Flavius Aëtius, som med sin hær havde opretholdt det romerske herredømme i Italien, store dele af Gallien såvel som Katalonien og Dalmatien. Da kejser Anthemius i 468 ikke havde held til at underlægge sig det rige Nordafrika, mistede det vestromerske kejserdømme al autoritet og blev i 476 afskaffet.
Islam: De germanske foederati overtog omkring 470 helt forvaltningen af deres egne områder; de erkendte dog i reglen stadig den østromerske kejser som deres overherre. Endnu Justinian var i stand til militært at sætte den romerske fordring på herredømme igennem i vesten   i det mindste delvis og for en begrænset tid. Først den islamiske ekspansion, som i al fremtid forhindrede kejserne i Konstantinopel i at udøve virksom indflydelse i vest, betød den endelige undergang for det romerske rige.

Systemmangler: I både forvaltningen og hæren: Siden opkomsten af Sassaniderriget i 3. århundrede havde Imperium Romanum til forskel fra tidligere nu permanent en farlig rival, som krævede alle kræfter; da trykket på den nordlige grænse tiltog stærkt med hunnernes optræden og begyndelsen på de senantikke folkevandringer, var i Vestriget blevet anstrengt eller presset for meget. Det blev ramt med stor styrke af kraften i denne folkevandring (375−568), især da der var færre styrker dér end ved Donau og Eufrat. Vesten rådede vel ikke over samme befolkningsantal og økonomiske formåen som Østriget, og dens provinser var mere sårbare − og derudover lykkedes det åbenbart i stadig mindre grad for den vestromerske stat at få del i rige senatorers endnu delvis store private formuer og at udskrive et tilstrækkeligt antal romerske borgere til militærtjeneste.

Det er svært at finde en enkelt grund til det vestromerske riges undergang. I øst viste kristendommen sig forenende. "Dekadence" har ifølge de fleste moderne forskere været en afgørende faktor, skønt der gives kildeudsagn der beklager overklassens "moralske forfald". Inden for kulturen var den litterære produktion endnu betragtelig høj. Inden for historieskrivningen fremkom endnu helt til antikkens slutning betydelige værker (se blandt andet Ammianus Marcellinus, Olympiodoros af Theben, Priskos, Prokopios af Caesarea); og digtere som Claudian og Corippus eller filosoffer som Boëthius, Simplikios og Damaskios.